# Arènes du Cailar
Les arènes du Cailar sont les arènes de la commune du Cailar, dans le département français du Gard. Elles sont destinées aux novilladas et aux courses camarguaises. Elles ont été inscrites en 1993 aux Monuments historiques. Elles ont une capacité de plus de 1100 places.

## Présentation
Les arènes ont été construites en 1905. Elles sont inscrites sur la liste des monuments historiques à protéger depuis le 18 janvier 1993.
Selon l'étude de Frédéric Saumade « (..) les professionnels de la « bouvine »
(…) la morphologie de chaque piste aurait des propriétés influant sur le déroulement de
la performance tauromachique : par exemple, ils disent que les arènes de
Marsillargues sont "bonnes pour les taureaux" que celles de Beaucaire sont "difficiles
pour les bêtes parce que les raseteurs sont avantagés par la disposition des
équipements de sécurité dans la contrepiste", que celles du Cailar sont "faites pour
les taureaux jeunes" etc. Ici, la variabilité des espaces de jeu fait partie intégrante
des savoirs et pratiques, débouchant sur une sorte de "théorie relativiste" de la
tauromachie locale. »